# Reynard Motorsport
Reynard Motorsport ist der ehemals weltgrößte Hersteller von Rennwagen. Ursprünglich in Bicester und später in Reynard Park, Brackley, England ansässig, stellte das Unternehmen Fahrzeuge für die Rennsportklassen Formel Ford, Formel Opel, Formel 3, Formel 3000 und die Champ-Car-Serie her. Bemerkenswert erscheint, dass Reynards Fahrzeuge mit Ausnahme der Formel 1 in allen Motorsportserien, in denen sie neu antraten, das jeweils erste Rennen gewannen.

## Geschichte

### Die Anfänge: Sabre Automotive

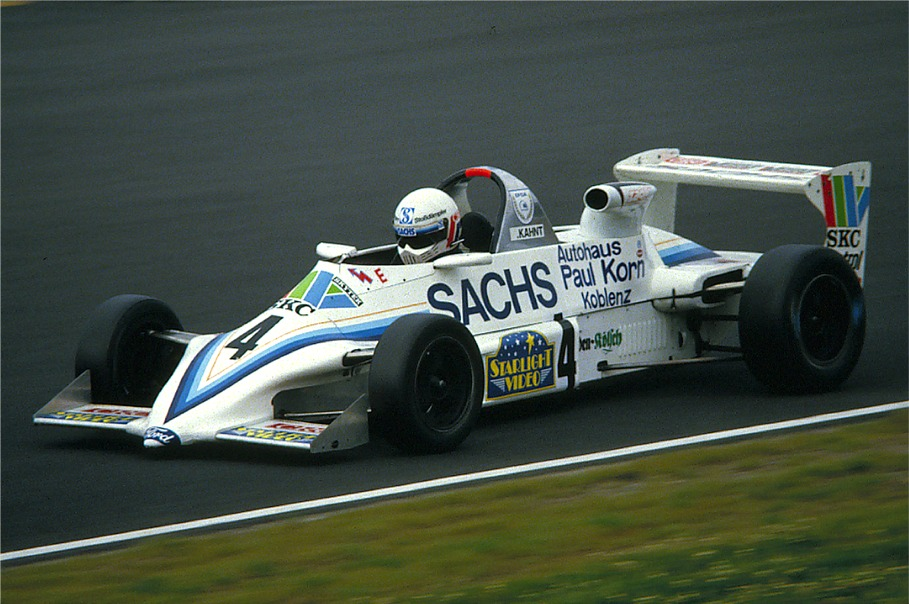
Reynard Formel Ford 2000 von 1985

Die Wurzeln von Reynard Motorsport liegen in dem Unternehmen Sabre Automotive Ltd., das Adrian Reynard 1973 gründete. Während Reynard selbst, der Ende der 1970er-Jahre erfolgreich in der Formel Ford fuhr, für die Entwicklung der Fahrzeuge zuständig war, übernahm sein Fahrer-Kollege Rick Gorne den geschäftlichen Teil. Gorne war einer der ersten, der den Verkauf von Rennwagen als kommerzielles Unternehmen anging. Zu Beginn der 1980er-Jahre wuchs das Unternehmen stark. 1984 stellte Reynard über 170 Fahrzeuge her, vor allem für die Formel Ford; insgesamt entstanden 661 Reynard-Chassis für diese Motorsportklasse.

### Formeln 3 und 3000

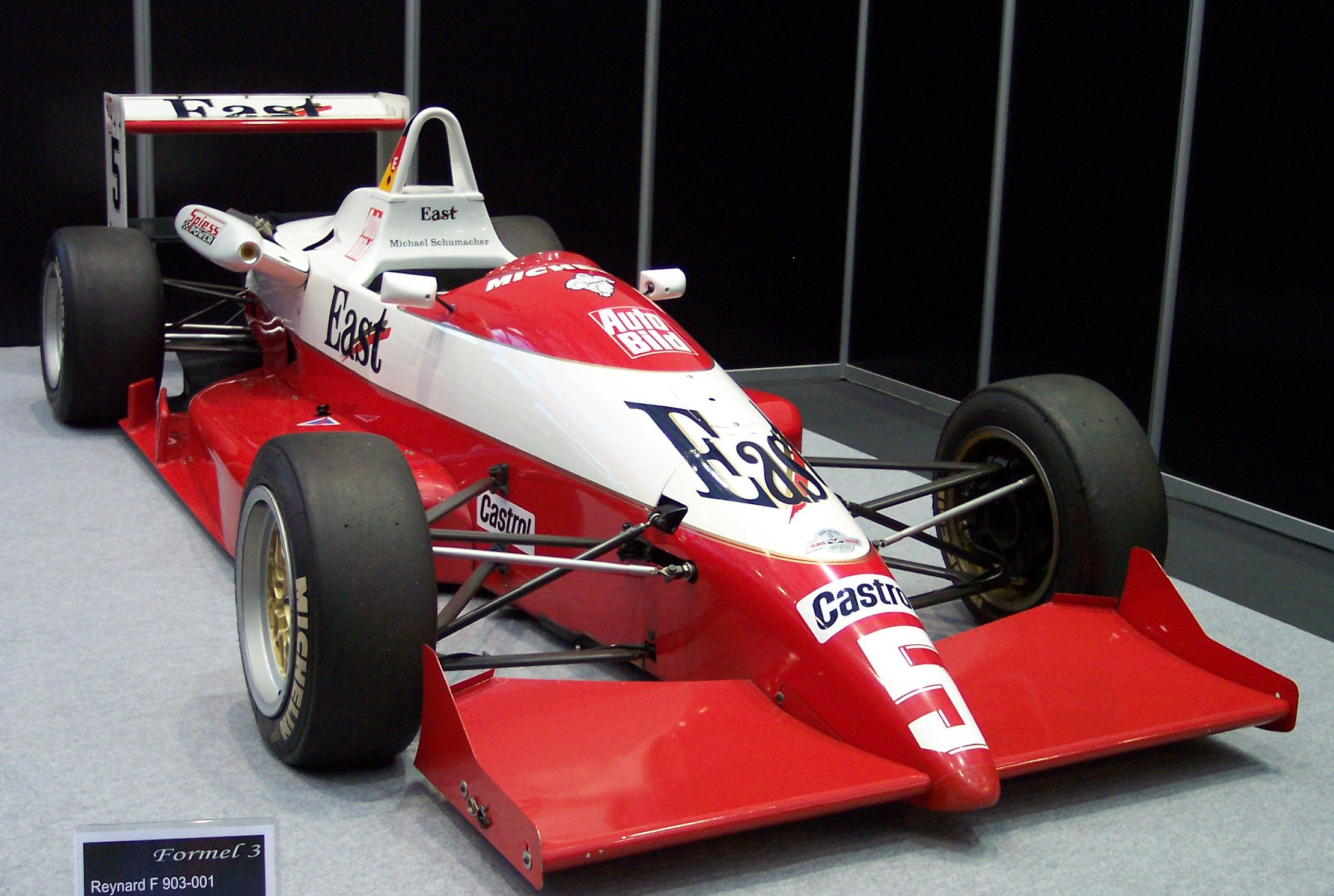
Reynard F 903-001 (Formel 3) von 1990

1984 stellte Reynard mit Paul Owens einen Ingenieur ein, der durch ein vorangegangenes Engagement bei ATS über Formel-1-Erfahrung verfügte; hinzu kam der australische Ingenieur Malcolm Oastler. Beide brachten Kenntnisse im Umgang mit Kohlefasermaterialien mit. Sie führten dazu, dass Reynard ab 1985 Fahrzeuge mit Karbonchassis für die Formel 3 anbot. Andy Wallace gewann 1985 das erste Formel-3-Rennen eines Reynard-Fahrzeuges. Bis 1993 entstanden bei Reynard 360 Formel-3-Rennwagen.
Der für Eddie Jordan Racing startende Johnny Herbert verschaffte Reynard 1988 einen erfolgreichen Einstieg in die Formel 3000: Er gewann Reynards erstes Rennen dieser Serie, das auf dem Circuito de Jerez abgehalten wurde. In den folgenden Jahren verdrängte Reynard die konkurrierenden Hersteller March, Lola und Ralt aus der Formel 3000. 1991 setzten 13 von 20 Teams Chassis von Reynard ein, neun von zehn Rennen des Jahres gewannen Reynard-Fahrer. Im folgenden Jahr fuhren 13 von 16 Teams Reynard-Wagen, alle Siege des Jahres wurden mit diesen Fahrzeugen erzielt. 1993 bestand das gesamte Starterfeld aus Reynard-Piloten. Reynards Formel-3000-Engagement endete mit Ablauf der Saison 1995. Ab dem folgenden Jahr war die Serie als Einheitsformel ausgeschrieben; der Auftrag zur Herstellung standardisierter Chassis war an Lola vergeben worden. Von 1988 bis 1995 verkaufte Reynard 220 Rennwagen für die Formel 3000.

### Champ Cars

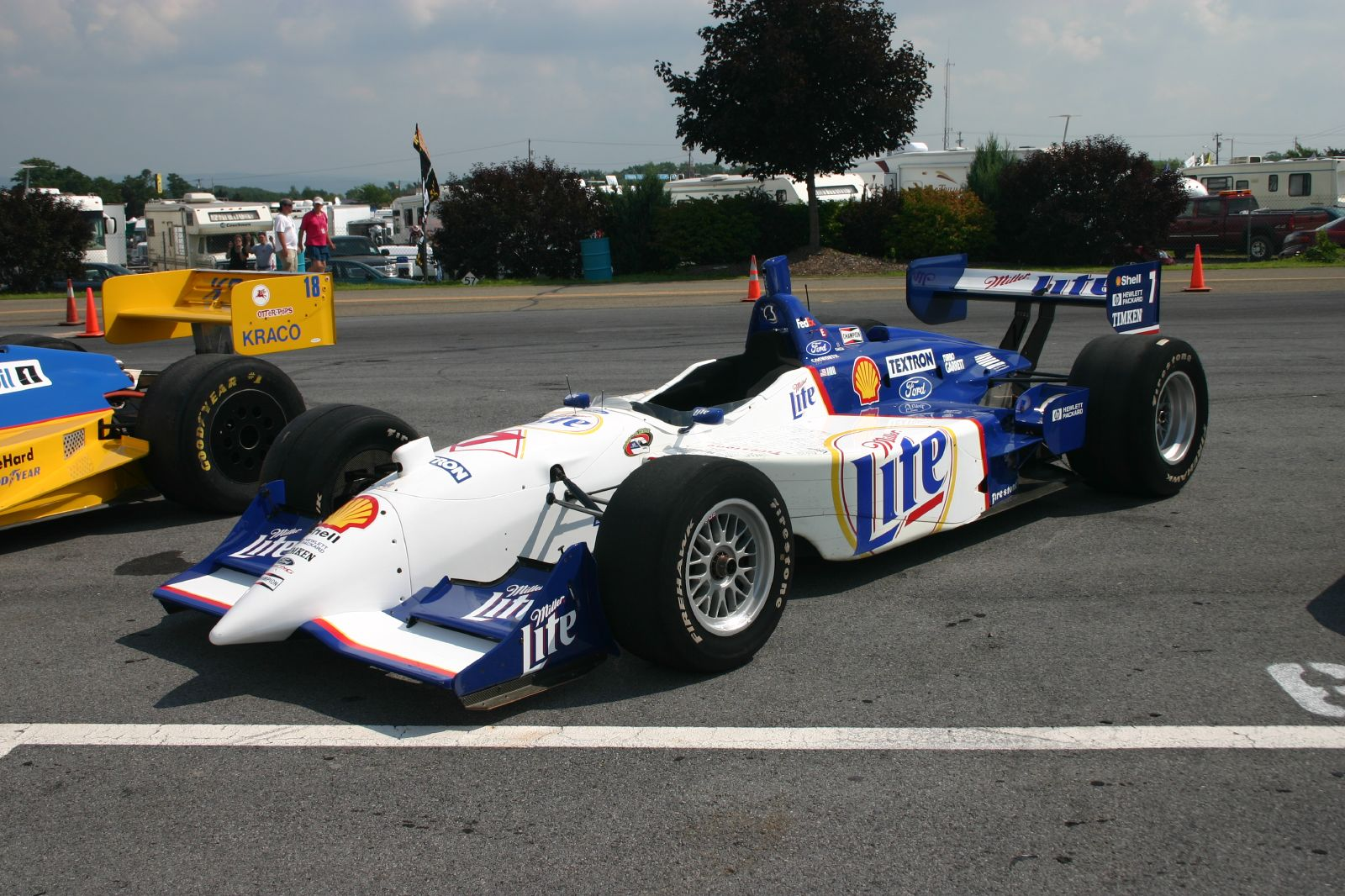
Reynard Ford aus der Champ-Car-Serie

Nachdem 1992 ein Versuch Reynards gescheitert war, werksseitig in die Formel 1 einzusteigen, geriet das Unternehmen in wirtschaftliche Schwierigkeiten. Reynard orientierte sich neu und wählte die Champ-Car-Serie als neuen Tätigkeitsschwerpunkt. 1994 gewann Michael Andretti das erste Rennen eines Reynard in dieser Motorsportklasse. Wie schon zuvor in der Formel 3000 verdrängte Reynard March und Lola in der Folgezeit aus der Champ-Car-Serie.
Der Einsatz in der Champ-Car-Serie war sehr profitabel und Reynard Motorsport kaufte die Firmen Gemini Transmissions und Riley & Scott auf und eröffnete ein Entwicklungszentrum in Indianapolis, das Auto Research Center, mit dem Adrian Reynard bis heute verbunden ist.

### Reynard und die Formel 1
Seit den späten 1980er-Jahren beschäftigte sich Adrian Reynard mit dem Einstieg seines Unternehmens in die Formel 1. 1988 bestand für Reynard die Möglichkeit, den Konkurrenten March zu übernehmen, der ein Jahr vorher nach längerer Pause wieder ein eigenes Formel-1-Projekt erstellt hatte. Zweifel an der wirtschaftlichen Situation des britischen Traditionsunternehmens ließen Adrian Reynard jedoch von diesem Schritt Abstand nehmen.

#### Ein eigenes Projekt
Stattdessen startete Reynard 1989 ein eigenes Formel-1-Projekt, das 1992 debütieren sollte. Reynard warb Ingenieure wie Rory Byrne von Benetton an. Allerdings konnte Reynard das Projekt nicht zum Abschluss bringen. Es scheiterte daran, dass das Unternehmen keinen exklusiven Motorenlieferanten gewinnen konnte. Ende 1991 gab Adrian Reynard, der einen Großteil seines privaten Vermögens in das Projekt investiert hatte, die Formel 1 auf. Das Werk in Enstone wurde an Benetton verkauft, die Entwicklungsdaten an Ligier. Fahrzeugkomponenten, vor allem aus der Formel 3000, gingen an das Team Pacific Racing.

#### British American Racing

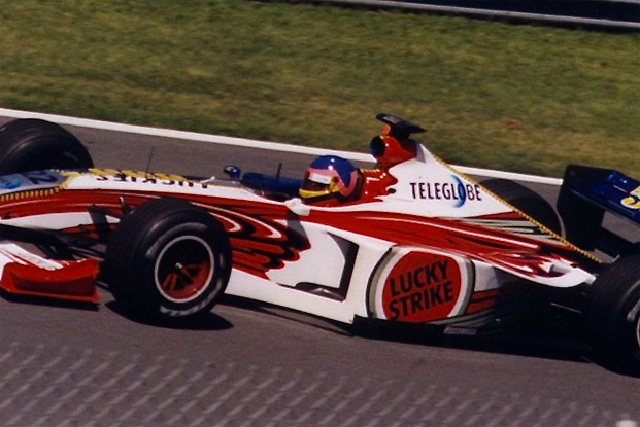
Bei Reynard Motorsport entworfen: Der BAR 01 von 1999

Ab 1998 war Reynard an British American Racing beteiligt, das den Startplatz des Tyrrell-Teams übernommen hatte. Adrian Reynard hielt eine Minderheitsbeteiligung an dem Rennstall, der 1999 in der Formel 1 debütierte. Die Formel 1 war die erste Rennserie, in der ein Reynard-Auto nicht das Debütrennen gewinnen konnte. Jacques Villeneuve, Ricardo Zonta und Mika Salo fielen bei 32 Starts 24-mal aus, das Team erreichte keinen Weltmeisterschaftspunkt und lag zum Saisonende noch hinter Minardi auf dem letzten Platz der Konstrukteurswertung. Adrian Reynard bezeichnete den BAR-Auftritt rückwirkend als „öffentliches Desaster“ und gab Villeneuves Manager Craig Pollock, der ebenfalls an dem Rennstall beteiligt war, die wesentliche Schuld für den Misserfolg. Adrian Reynard blieb bis 2003 Anteilseigner an BAR, hatte sich aber bereits zum Jahrtausendwechsel aus dem operativen Geschäft weitgehend zurückgezogen. Das Team wurde 2005 von Honda übernommen, das es 2009 an Ross Brawn verkaufte, der es seinerseits ein Jahr lang als Brawn GP führte, bevor es 2010 zu Mercedes Grand Prix wurde.

### Sonstiges
Reynard Motorsport war auch an der Entwicklung von Rennwagen wie dem Panoz Esperante, dem Dodge Stratus Tourenwagen, dem GT-Wagen Dodge Viper GTS-R und einem nie in Rennen eingesetzten, von einer Gasturbine angetriebenen Prototyp für Chrysler beteiligt.
In den 1990er-Jahren war Reynard neben den Motorsporteinsätzen für Richard Bransons Fluglinie Virgin Atlantic als Hersteller von Flugzeugsitzen aus kohlenstofffaserverstärktem Kunststoff tätig.

### Insolvenz
Nach einem missglückten Börsengang an der New York Stock Exchange und den finanziellen Belastungen aus dem Kauf von Riley & Scott wurde Reynard Motorsport 2001 zahlungsunfähig. Adrian Reynard führt die Insolvenz seines Unternehmens hingegen auf die Auswirkungen der Terroranschläge am 11. September 2001 zurück: Sie hätten dazu geführt, dass amerikanische Kunden bereits fertiggestellte Rennwagen entgegen den Erwartungen nicht abgenommen hätten. B.A.R. übernahm das Werk in Brackley, International Racing Management die Formel-Nippon- und die Sportwagen-Sparte und die Rechte am Champ-Car-Wagen gingen an Team Australia.

## Auszeichnungen
Reynard Motorsport wurde 1990 und 1996 für seine wirtschaftlichen Erfolge mit dem Queen's Awards for Export Achievement ausgezeichnet.